# L'Héritier de village
L’Héritier de village est une comédie en un acte et en prose de Marivaux représentée pour la première fois le 19 août 1725 par les Comédiens italiens à l’Hôtel de Bourgogne.

## Personnages
- Madame Damis.
- Le chevalier.
- Blaise, paysan.
- Claudine, femme de Blaise.
- Colin, fils de Blaise.
- Colette, fille de Blaise.
- Arlequin, valet de Blaise.
- Griffet, clerc de procureur.

## Thème
Blaise le paysan arrive de la ville joyeux et fier ; il a pris la voiture publique et se fait porter son bagage par Arlequin, qu’il a rencontré. L’héritage de cent mille francs qu’il vient de faire lui en donne les moyens. Il ne peut plus non plus se conduire en villageois et sa femme et lui doivent prendre les belles manières. Comme il est de mauvais goût d’aimer sa femme, il est de bon ton d’avoir une maîtresse. « Si tu as une maîtresse, lui dit sa femme, je pourrai avoir un amoureux ? — Trente plutôt, si tu veux, et je ne verrai rien… », répond-il. Sachant aussi qu’il est de bon goût de ne pas payer ses dettes, lorsqu'un voisin vient lui réclamer cinquante francs qu’il lui a prêtés, Blaise refuse de les rendre aussi facilement. « Je me déshonorerais, dit-il. Il faut que vous reveniez plusieurs fois. C’est ainsi que cela se pratique dans le beau monde. Prêter, à la bonne heure, c’est gentilhomme, mais s’acquitter, fi donc ! — Eh bien ! prêtez-moi cinquante francs. — Avec plaisir ; les voilà. — Merci, dit l’emprunteur, je déchire votre billet. Nous sommes quittes... Blaise se récrie : c’est malhonnête, ce que vous faites là. Vous allez me mettre à dos tous les gens riches. » Mais les gentilshommes pauvres accourent également : la dame du village, qui est passablement endettée, et un sien cousin, officier gascon, viennent se proposer pour épouser, l’une le fils, l’autre la fille du nouveau riche. Pendant les réjouissances, on apporte une lettre annonçant que le banquier chez lequel était placé l’héritage s’est enfui avec la caisse. Le chevalier et la dame, qui dansaient avec les paysans, tirent leur révérence. Blaise et sa femme n’ont fait qu’un rêve d’ambition. 

## L’intrigue
L’Héritier de Village fut une des pièces de Marivaux les plus mal accueillies du public. Jouée sans nom d’auteur devant une salle à peu près vide, elle n’eut que six représentations, et le Mercure n’en rendit même pas compte. Lorsque les comédiens essayèrent de la reprendre au retour d’un voyage à Fontainebleau, elle n’eut pas plus de succès. Cette pièce pourtant amusante et originale obtint néanmoins un vif succès en Allemagne avec la traduction de Kriegern. Lessing en parle avec un véritable enthousiasme dans sa Dramaturgie de Hambourg, 33e soirée.

## Une comédie proche de la farce
Peut-être l’esprit farcesque caractérise d’autant mieux cette pièce que la farce se permet davantage d’être cruelle avec ses personnages, et que le burlesque tourne volontiers en dérision ses protagonistes. S’il y a comédie pour le public, c’est sur une sorte de drame que s’achève la pièce : les illusions s’effondrent, ou pis, la fortune méritée échappe à Blaise et Claudine non pas à cause d’un quiproquo, mais d’une escroquerie, ce qui est d’autant plus pathétique. Si, donc, l’atmosphère préserve pourtant cette légèreté typique à Marivaux, c’est du fait de l’esprit de résignation des villageois et paysans qui acceptent sans grand scandale le sort qui les a joués. Une telle duperie qui aurait causé la chute d’une maison bourgeoise ou lésé profondément une maison aristocratique ne s’inscrirait non pas dans une comédie mais dans un drame ou dans une tragédie. Si cette pièce est bien une comédie, malgré cette fin où le couperet de la réalité déchiquette les ambitions et les espérances, c’est parce que l’on ne s’attarde pas à ce dénouement expédié une trentaine de lignes avant la fin, et parce que selon les grandes règles théâtrales, ceux qui ne tombent de nulle part ne doivent cruellement susciter qu’une pitié très superficielle. 
Le comique de Marivaux dans L’Héritier de village consiste donc essentiellement en la parodie de ces gens qui ont trop vite tâché de prendre de grandes allures, et qui n’en ont tiré que du ridicule. Marivaux, tout en possédant l’esprit des Lumières, s’amuse tel qu’on le fait en son XVIIIe siècle, comme le faisait Molière au XVIIe siècle dans Le Bourgeois gentilhomme : tenter de jouer un personnage que nous ne sommes pas, pour lequel nous ne sommes pas nés, auquel il est inutile d’aspirer est à la fois grotesque, fat et pitoyable. Et c’est ainsi que surgit le rire, souligné à gros traits par le langage populaire qui colle à la peau des paysans comme une seconde nature et les condamne dès le départ à l’échec.
L’esprit burlesque domine donc partout, et le rire se déploie ainsi souvent aux dépens d’autrui, ce qu’annonce l’apparition d’un personnage portant un nom comme Arlequin dès la première scène: un jeu de rôles qui promet dérision et désillusion. Le rire est ainsi satirique, voire parodique, étant donné la petitesse des nobles présents, leur médiocrité et l’invraisemblance de leur décision d’épouser des paysans brièvement transformés en bourgeois par l’héritage du frère. Marivaux caricature par ce biais la montée en puissance de la bourgeoisie et de la valeur de l’argent au Siècle des Lumières, de la même façon qu’il caricature à l’extrême la ruine qui menace certaines familles aristocratiques, au point ici de devoir renoncer à leur rang. En ce sens, l’esprit des Lumières domine, également et curieusement véhiculé par le personnage du Chevalier (dont le titre et l’absence de patronyme rappellent qu’il a besoin d’une riche héritière), qui certes cherche à abuser la fortune soudaine de ces paysans, mais semble tout de même s’intéresser à Colette en tant qu’être humain et pas en tant que pure inférieure. Cela ne les empêche pas de dévoiler leur opportunisme en abandonnant tout de go Colette et Colin lors de l’arrivée de la mauvaise nouvelle in extremis.